# جرج فن
جرج فن (انگلیسی: George Fan، متولد ۱۹۷۸) طراح بازی، و مدیر نوآوری اهل ایالات متحده آمریکا است. او اکنون به عنوان مدیر ارشد خلاقیت شرکت All Yes Good شناخته می‌شود. او برای طراحی بازی اینسانیکواریوم (۲۰۰۱)، گیاهان دربرابر زامبی‌ها (۲۰۰۹) و اوکتوگدون (۲۰۱۸) شناخته می‌شود. فن قبل از اینکه وارد طراحی بازی شود، در سال ۲۰۰۰ از دانشگاه کالیفرنیا، برکلی، در رشته علوم رایانه فارغ التحصیل شد. پس از فارغ‌التحصیلی، او زیر نظر شرکت Arcade Planet برای توسعه بازی‌ها برای وب‌سایت خود در سایت Prizegames.com کار کرد. او در نهایت شرکتی به نام فلایینگ بیر انترتنیمنت را تأسیس کرد و بازی اینسانیکواریوم را ساخت تا فینالیست جشنواره بازی‌های مستقل در سال ۲۰۰۲ شود. او سپس به بلیزارد انترتینمنت پیوست و همزمان برای توسعهٔ اینسانیکواریوم با پاپ‌کاپ گیمز همکاری کرد.
فن بلیزارد را ترک کرد و شروع به توسعه بازی گیاهان دربرابر زامبی‌ها کرد. او به یک کارمند تمام وقت برای پاپ‌کاپ گیمز تبدیل شد. پس از انتشار در سال ۲۰۰۹، این بازی به پرفروش ترین بازی توسعه یافته توسط پاپ‌کاپ تبدیل شد. الکترونیک آرتز در سال ۲۰۱۱، پاپ‌کاپ گیمز را خریداری کرد و فن پس از تعطیلی استودیویی که در آن کار می‌کرد، در سال ۲۰۱۲ از کار اخراج شد. فن شروع به توسعهٔ اکتوگدون کرد و آن را برای مسابقه لودوم دیر در سال ۲۰۱۲ نامزد کرد. فن یک شرکت را با ریچ ورنر و کرت ففر تشکیل داد و اکتوگدون را قبل از انتشار آن در سال ۲۰۱۸ توسعه داد.